# EHF Liga Mistrzów 2014/2015
EHF Liga Mistrzów 2014/2015 – 55. edycja Ligi Mistrzów w piłce ręcznej mężczyzn. W rozgrywkach uczestniczyły 33 drużyny. 12 z nich walczyło w kwalifikacjach o fazę grupową, w której rozstawione zostały 24 zespoły.
Zwycięzcą tej edycji została FC Barcelona, która pokonała w finale węgierski zespół MKB Veszprém KC 28:23, natomiast trzecie miejsce przypadło szczypiornistom Vive Tauron Kielce.
Losowanie grup kwalifikacyjnych odbyło się 26 czerwca, natomiast losowanie fazy grupowej 27 czerwca.
Turniej finałowy Final Four rozegrano w dniach 30-31 maja 2015 w Kolonii w hali Lanxess Arena.

## Drużyny uczestniczące
| Faza grupowa             | Faza grupowa                | Faza grupowa             | Faza grupowa               |
| ------------------------ | --------------------------- | ------------------------ | -------------------------- |
| THW Kiel (1.)            | Alingsås HK (1.)            | Dunkerque HBGL (1.)      | MOL-Pick Szeged (DOD)      |
| Rhein-Neckar Löwen (2.)  | Kadetten Schaffhausen (1.)  | RK Zagrzeb (1.)          | Orlen Wisła Płock (DOD)    |
| FC Barcelona (1.)        | Celje Pivovarna Laško (1.)  | Vive Tauron Kielce (1.)  | Aalborg Håndbold (DOD)     |
| Naturhouse La Rioja (2.) | Czechowskije Miedwiedi (1.) | RK Metalurg Skopje (1.)  | RK Wardar Skopje (DOD)     |
| SG Flensburg-HandewittOT | MKB Veszprém KC (1.)        | KIF Kolding (1.)         | Montpellier Handball (DOD) |
| 3 drużyny z kwalifikacji | 3 drużyny z kwalifikacji    | 3 drużyny z kwalifikacji | Paris SG Handball (DOD)    |
| Kwalifikacje             |                             |                          |                            |
| Alpla HC Hard            | Beşiktaş JK                 | HCM Constanța            | Haslum HK                  |
| Initia Hasselt           | Junior Fasano               | HC Meszkow Brześć        | HK Motor Zaporoże          |
| FC Porto                 | Tatran Preszów              | Targos Bevo HC           | RK Vojvodina               |

Uwagi/legenda
- OT Obrońca tytułu
- Drużyny, które otrzymały dodatkowe miejsce w fazie grupowej
- Drużyny które zakwalifikowały się do fazy grupowej

## System rozgrywek
EHF Liga Mistrzów piłkarzy ręcznych w sezonie 2014/2015 składał się z czterech rund: turniejów kwalifikacyjnych do fazy grupowej, fazy grupowej, fazy play-off oraz Final Four.
- Turnieje kwalifikacyjne: w turniejach kwalifikacyjnych uczestniczyło 12 drużyn. Do fazy grupowej awansowały trzy najlepsze drużyny.
- Faza grupowa: w fazie grupowej rozstawiono 24 drużyny, które podzielono na 4 grupy po 6 zespołów. Cztery najlepsze drużyny z każdej grupy awansują do fazy play-off.
- Faza play-off: składać się będzie z 1/8 oraz 1/4 finału. Do Final Four awansują 4 najlepsze drużyny, które wygrają 1/4 finału.
- Final Four: uczestniczyli w nim zwycięzcy ćwierćfinałów. Final Four składał się z półfinałów, meczu o 3. miejsce oraz finału.

## Faza grupowa
W fazie grupowej rozstawione są 24 drużyny, które zostały podzielone na 4 grupy po 6 zespołów. Cztery najlepsze drużyny z każdej grupy awansują do fazy pucharowej.
Losowanie odbyło się 27 czerwca 2014 w Wiedniu. 24 zespoły zostały podzielone na cztery grupy po sześć drużyn. Zespoły były losowane z sześciu koszyków. Drużyny z tego samego koszyka, nie mogły trafić do tej samej grupy.
| Koszyk 1           |
| ------------------ |
| THW Kiel           |
| FC Barcelona       |
| MKB Veszprém KC    |
| Vive Tauron Kielce |

| Koszyk 2              |
| --------------------- |
| KIF Kolding           |
| RK Metalurg Skopje    |
| Celje Pivovarna Laško |
| Dunkerque HBGL        |

| Koszyk 3               |
| ---------------------- |
| RK Zagrzeb             |
| Czechowskije Miedwiedi |
| Kadetten Schaffhausen  |
| Alingsås HK            |

| Koszyk 4            |
| ------------------- |
| Rhein-Neckar Löwen  |
| Naturhouse La Rioja |
| MOL-Pick Szeged     |
| Orlen Wisła Płock   |

| Koszyk 5               |
| ---------------------- |
| SG Flensburg-Handewitt |
| Aalborg Håndbold       |
| RK Wardar Skopje       |
| Paris SG Handball      |

| Koszyk 6             |
| -------------------- |
| Montpellier Handball |
| HC Meszkow Brześć    |
| HK Motor Zaporoże    |
| Beşiktaş JK          |

### Grupa A
| Lp. | Drużyna             | M  | Mecze | Mecze | Mecze | Bramki | Bramki | Bramki | Pkt |
| Lp. | Drużyna             | M  | W     | R     | P     | +      | −      | +/−    | Pkt |
| --- | ------------------- | -- | ----- | ----- | ----- | ------ | ------ | ------ | --- |
| 1.  | THW Kiel            | 10 | 9     | 0     | 1     | 322    | 259    | +63    | 18  |
| 2.  | Paris SG Handball   | 10 | 6     | 0     | 4     | 297    | 266    | +31    | 12  |
| 3.  | RK Zagrzeb          | 10 | 6     | 0     | 4     | 241    | 248    | −7     | 12  |
| 4.  | Naturhouse La Rioja | 10 | 4     | 1     | 5     | 305    | 305    | 0      | 9   |
| 5.  | HC Meszkow Brześć   | 10 | 2     | 2     | 6     | 267    | 293    | −26    | 6   |
| 6.  | RK Metalurg Skopje  | 10 | 1     | 1     | 8     | 233    | 294    | −61    | 3   |

### Grupa B
| Lp. | Drużyna                | M  | Mecze | Mecze | Mecze | Bramki | Bramki | Bramki | Pkt |
| Lp. | Drużyna                | M  | W     | R     | P     | +      | −      | +/−    | Pkt |
| --- | ---------------------- | -- | ----- | ----- | ----- | ------ | ------ | ------ | --- |
| 1.  | FC Barcelona           | 10 | 8     | 1     | 1     | 338    | 280    | +58    | 17  |
| 2.  | KIF Kolding            | 10 | 6     | 2     | 2     | 292    | 273    | +19    | 14  |
| 3.  | Orlen Wisła Płock      | 10 | 6     | 1     | 3     | 288    | 280    | +8     | 13  |
| 4.  | SG Flensburg-Handewitt | 10 | 6     | 0     | 4     | 288    | 277    | +11    | 12  |
| 5.  | Beşiktaş JK            | 10 | 1     | 0     | 9     | 252    | 298    | −46    | 2   |
| 6.  | Alingsås HK            | 10 | 1     | 0     | 9     | 253    | 303    | −50    | 2   |

### Grupa C
| Lp. | Drużyna                | M  | Mecze | Mecze | Mecze | Bramki | Bramki | Bramki | Pkt |
| Lp. | Drużyna                | M  | W     | R     | P     | +      | −      | +/−    | Pkt |
| --- | ---------------------- | -- | ----- | ----- | ----- | ------ | ------ | ------ | --- |
| 1.  | MKB Veszprém KC        | 10 | 9     | 0     | 1     | 300    | 262    | +38    | 18  |
| 2.  | RK Wardar Skopje       | 10 | 7     | 1     | 2     | 313    | 289    | +24    | 15  |
| 3.  | Rhein-Neckar Löwen     | 10 | 6     | 0     | 4     | 302    | 282    | +20    | 12  |
| 4.  | Montpellier Handball   | 10 | 3     | 2     | 5     | 293    | 317    | −24    | 8   |
| 5.  | Celje Pivovarna Laško  | 10 | 3     | 0     | 7     | 284    | 293    | −9     | 6   |
| 6.  | Czechowskije Miedwiedi | 10 | 0     | 1     | 9     | 300    | 349    | −49    | 1   |

### Grupa D
| Lp. | Drużyna               | M  | Mecze | Mecze | Mecze | Bramki | Bramki | Bramki | Pkt |
| Lp. | Drużyna               | M  | W     | R     | P     | +      | −      | +/−    | Pkt |
| --- | --------------------- | -- | ----- | ----- | ----- | ------ | ------ | ------ | --- |
| 1.  | Vive Tauron Kielce    | 10 | 10    | 0     | 0     | 312    | 271    | +41    | 20  |
| 2.  | MOL-Pick Szeged       | 10 | 6     | 1     | 3     | 276    | 264    | +12    | 13  |
| 3.  | Dunkerque HBGL        | 10 | 4     | 0     | 6     | 257    | 263    | −6     | 8   |
| 4.  | Aalborg Håndbold      | 10 | 2     | 3     | 5     | 255    | 269    | −14    | 7   |
| 5.  | HK Motor Zaporoże     | 10 | 3     | 0     | 7     | 283    | 284    | −1     | 6   |
| 6.  | Kadetten Schaffhausen | 10 | 2     | 2     | 6     | 264    | 297    | −33    | 6   |

## Faza pucharowa

### 1/8 finału
Losowanie par 1/8 finału odbyło się 24 lutego 2015 roku o godz. 12:30 czasu lokalnego w Wiedniu. 16 drużyn zostało podzielonych na 4 koszyki. Zespoły z pierwszych miejsc zostały rozstawione do koszyka nr 1., zespoły z drugich do 2. koszyka, itd. Zespoły z koszyka nr 1. dolosowywano do zespołów z koszyka nr 4, natomiast zespoły z koszyka nr 2. zagrają z drużynami z koszyka nr 3. Pierwsze mecze zaplanowano w terminie 11-15 marca, natomiast rewanże tydzień później.
| Koszyk 1           |
| ------------------ |
| THW Kiel           |
| FC Barcelona       |
| MKB Veszprém KC    |
| Vive Tauron Kielce |

| Koszyk 2          |
| ----------------- |
| Paris SG Handball |
| KIF Kolding       |
| RK Wardar Skopje  |
| MOL-Pick Szeged   |

| Koszyk 3           |
| ------------------ |
| RK Zagrzeb         |
| Orlen Wisła Płock  |
| Rhein-Neckar Löwen |
| Dunkerque HBGL     |

| Koszyk 4               |
| ---------------------- |
| Naturhouse La Rioja    |
| SG Flensburg-Handewitt |
| Montpellier Handball   |
| Aalborg Håndbold       |

Wyniki
| Drużyna 1                            | Wynik dwumeczu | Drużyna 2              | Pierwszy mecz | Drugi mecz |
| ------------------------------------ | -------------- | ---------------------- | ------------- | ---------- |
| MKB Veszprém KC                      | 68:54          | Naturhouse La Rioja    | 31:23         | 37:31      |
| Montpellier Handball                 | 58:60          | Vive Tauron Kielce     | 25:29         | 33:31      |
| FC Barcelona                         | 60:33          | Aalborg Håndbold       | 11:31         | 29:22      |
| THW Kiel                             | 63:49          | SG Flensburg-Handewitt | 21:30         | 33:28      |
| Paris SG Handball                    | 46:43          | Dunkerque HBGL         | 23:21         | 23:22      |
| RK Wardar Skopje                     | 57:52          | Orlen Wisła Płock      | 26:32         | 31:20      |
| MOL-Pick Szeged                      | 65:59          | Rhein-Neckar Löwen     | 34:30         | 31:29      |
| KIF Kolding                          | 40:43          | RK Zagrzeb             | 17:22         | 23:21      |
| Po lewej gospodarz pierwszego meczu. |                |                        |               |            |

| 13 marca 2015 | Rhein-Neckar Löwen | 30:34   | MOL-Pick Szeged           |                                                                         |
| 19:00         | Uwe Gensheimer 8   | (17:16) | 9 Roberto García Parrondo | SAP Arena, Mannheim Widzów: 3370 Sędzia: Stevann Pichon Laurent Reveret |
| 19:00         | 2× · 3×            | (17:16) | 6× · 3×                   | SAP Arena, Mannheim Widzów: 3370 Sędzia: Stevann Pichon Laurent Reveret |

| 14 marca 2015 | Naturhouse La Rioja | 23:31   | MKB Veszprém KC               |                                                                                                 |
| 17:00         | Ángel Fernández 6   | (10:15) | 9 Momir Ilić · 9 Renato Sulić | Palacio de los Deportes de La Rioja, Logroño Widzów: 3100 Sędzia: Boris Milošević Matija Gubica |
| 17:00         | 2× · 3×             | (10:15) | 6× · 3×                       | Palacio de los Deportes de La Rioja, Logroño Widzów: 3100 Sędzia: Boris Milošević Matija Gubica |

| 14 marca 2015 | Dunkerque HBGL | 21:23   | Paris SG Handball |                                                                              |
| 17:00         | Kornél Nagy 6  | (13:12) | 11 Mikkel Hansen  | Stade des Flandres, Dunkierka Widzów: 2460 Sędzia: Lars Geipel Marcus Helbig |
| 17:00         | 4× · 2×        | (13:12) | 10× · 3× · 2×     | Stade des Flandres, Dunkierka Widzów: 2460 Sędzia: Lars Geipel Marcus Helbig |

| 14 marca 2015 | RK Zagrzeb       | 22:17  | KIF Kolding              |                                                                           |
| 18:00         | Luka Stepančić 7 | (15:8) | 6 Magnus Landin Jacobsen | Arena Zagrzeb, Zagrzeb Widzów: 14 500 Sędzia: Václav Horáček Jiří Novotný |
| 18:00         | 4× · 3×          | (15:8) | 3× · 3×                  | Arena Zagrzeb, Zagrzeb Widzów: 14 500 Sędzia: Václav Horáček Jiří Novotný |

| 14 marca 2015 | Orlen Wisła Płock | 32:26   | RK Wardar Skopje   |                                                                    |
| 20:45         | Ivan Nikčević 6   | (14:12) | 10 Alex Dujshebaev | Orlen Arena, Płock Widzów: 5467 Sędzia: Thierry Dentz Denis Reibel |
| 20:45         | 6× · 3×           | (14:12) | 5× · 3×            | Orlen Arena, Płock Widzów: 5467 Sędzia: Thierry Dentz Denis Reibel |

| 15 marca 2015 | Aalborg Håndbold | 11:31  | FC Barcelona    |                                                                       |
| 16:50         | Sander Sagosen 3 | (5:16) | 8 Kirił Łazarow | Gigantium, Aalborg Widzów: 4660 Sędzia: Nenad Nikolić Dušan Stojković |
| 16:50         | 4× · 3×          | (5:16) | 2× · 3×         | Gigantium, Aalborg Widzów: 4660 Sędzia: Nenad Nikolić Dušan Stojković |

| 15 marca 2015 | Montpellier Handball | 25:29   | Vive Tauron Kielce |                                                                                      |
| 17:00         | Vid Kavtičnik 8      | (13:16) | 6 Karol Bielecki   | Park&Suites Arena, Montpellier Widzów: 6000 Sędzia: Jewgienij Zotin Nikołaj Wołodkow |
| 17:00         | 1× · 3×              | (13:16) | 2× · 3×            | Park&Suites Arena, Montpellier Widzów: 6000 Sędzia: Jewgienij Zotin Nikołaj Wołodkow |

| 15 marca 2015 | SG Flensburg-Handewitt | 21:30  | THW Kiel                        |                                                                            |
| 19:30         | Anders Eggert 5        | (9:16) | 7 Niclas Ekberg · 7 Marko Vujin | Campushalle, Flensburg Widzów: 6000 Sędzia: Michael Johansson Jasmin Kliko |
| 19:30         | 4× · 3×                | (9:16) | 3× · 3× · 1×                    | Campushalle, Flensburg Widzów: 6000 Sędzia: Michael Johansson Jasmin Kliko |

| 21 marca 2015 | Vive Tauron Kielce | 31:33   | Montpellier Handball |                                                                        |
| 15:30         | Denis Buntić 7     | (14:15) | 11 Diego Simonet     | Hala Legionów, Kielce Widzów: 4200 Sędzia: Péter Horváth Balázs Marton |
| 15:30         | 1× · 2×            | (14:15) | 3× · 3×              | Hala Legionów, Kielce Widzów: 4200 Sędzia: Péter Horváth Balázs Marton |

| 21 marca 2015 | MKB Veszprém KC | 37:31   | Naturhouse La Rioja        |                                                                                |
| 16:30         | Momir Ilić 10   | (18:15) | 10 Pedro Rodríguez Álvarez | Veszprém Aréna, Veszprém Widzów: 5019 Sędzia: Vaidas Mažeika Mindaugas Gatelis |
| 16:30         | 3× · 3×         | (18:15) | 3×                         | Veszprém Aréna, Veszprém Widzów: 5019 Sędzia: Vaidas Mažeika Mindaugas Gatelis |

| 21 marca 2015 | RK Wardar Skopje  | 31:20   | Orlen Wisła Płock   |                                                                                    |
| 20:15         | Alex Dujshebaev 9 | (14:10) | 3 trzech zawodników | Centrum sportowe „Boris Trajkowski”, Skopje Sędzia: Zigmārs Stoļarovs Renārs Līcis |
| 20:15         | 3× · 3×           | (14:10) | 4× · 2×             | Centrum sportowe „Boris Trajkowski”, Skopje Sędzia: Zigmārs Stoļarovs Renārs Līcis |

| 22 marca 2015 | KIF Kolding                      | 23:21  | RK Zagrzeb                           |                                                                       |
| 16:30         | Martin Dolk 6 · Bo Spellerberg 6 | (11:9) | 5 Zlatko Horvat · 5 Sandro Obranović | TRE-FOR Arena, Kolding Widzów: 5000 Sędzia: Óscar López Ángel Ramírez |
| 16:30         | 5× · 3×                          | (11:9) | 8× · 3×                              | TRE-FOR Arena, Kolding Widzów: 5000 Sędzia: Óscar López Ángel Ramírez |

| 22 marca 2015 | MOL-Pick Szeged                | 31:29   | Rhein-Neckar Löwen |                                                                                |
| 17:15         | Zsolt Balogh 8 · Dean Bombač 8 | (16:13) | 12 Uwe Gensheimer  | Újszegedi Sportcsarnok, Segedyn Widzów: 3000 Sędzia: Nenad Krstić Peter Ljubić |
| 17:15         | 2× · 3×                        | (16:13) | 3× · 3×            | Újszegedi Sportcsarnok, Segedyn Widzów: 3000 Sędzia: Nenad Krstić Peter Ljubić |

| 22 marca 2015 | Paris SG Handball | 23:22   | Dunkerque HBGL   |                                                                                     |
| 17:30         | Mikkel Hansen 8   | (15:15) | 8 Baptiste Butto | Stade Pierre de Coubertin, Paryż Widzów: 4000 Sędzia: Sławe Nikołow Ǵorǵi Naczewski |
| 17:30         | 5× · 3×           | (15:15) | 6× · 3×          | Stade Pierre de Coubertin, Paryż Widzów: 4000 Sędzia: Sławe Nikołow Ǵorǵi Naczewski |

| 22 marca 2015 | FC Barcelona              | 29:22  | Aalborg Håndbold |                                                                          |
| 18:50         | Guðjón Valur Sigurðsson 6 | (14:9) | 5 Emil Berggren  | Palau Blaugrana, Barcelona Widzów: 3014 Sędzia: Slomo Cohen Yoram Peretz |
| 18:50         | 2× · 3×                   | (14:9) | 8× · 3×          | Palau Blaugrana, Barcelona Widzów: 3014 Sędzia: Slomo Cohen Yoram Peretz |

| 22 marca 2015 | THW Kiel      | 33:28   | SG Flensburg-Handewitt |                                                                                      |
| 18:50         | Marko Vujin 6 | (16:10) | 6 Johan Jakobsson      | Sparkassen-Arena, Kilonia Widzów: 10 285 Sędzia: Sorin-Laurenţiu Dinu Constantin Din |
| 18:50         | 4× · 3×       | (16:10) | 7× · 3×                | Sparkassen-Arena, Kilonia Widzów: 10 285 Sędzia: Sorin-Laurenţiu Dinu Constantin Din |

### 1/4 finału
Losowanie odbyło się 23 marca 2015 w Wiedniu. 8 zespołów zostało podzielonych na dwa koszyki po cztery drużyny. Drużyny z tego samego koszyka nie mogły na siebie trafić. Pierwsze mecze zostały rozegrane 8-12 kwietnia 2015, natomiast rewanże tydzień później.
| Koszyk 1           |
| ------------------ |
| MKB Veszprém KC    |
| THW Kiel           |
| FC Barcelona       |
| Vive Tauron Kielce |

| Koszyk 2          |
| ----------------- |
| Paris SG Handball |
| RK Zagrzeb        |
| MOL-Pick Szeged   |
| RK Wardar Skopje  |

Wyniki
| Drużyna 1                            | Wynik dwumeczu | Drużyna 2          | Pierwszy mecz | Drugi mecz |
| ------------------------------------ | -------------- | ------------------ | ------------- | ---------- |
| RK Zagrzeb                           | 44:68          | FC Barcelona       | 23:25         | 21:43      |
| RK Wardar Skopje                     | 51:55          | Vive Tauron Kielce | 20:22         | 31:33      |
| Paris SG Handball                    | 52:58          | MKB Veszprém KC    | 24:24         | 28:34      |
| MOL-Pick Szeged                      | 54:61          | THW Kiel           | 31:29         | 23:31      |
| Po lewej gospodarz pierwszego meczu. |                |                    |               |            |

| 9 kwietnia 2015 | RK Zagrzeb       | 23:25   | FC Barcelona       |                                                                           |
| 20:10           | Luka Stepančić 9 | (10:14) | 6 Nikola Karabatić | Arena Zagrzeb, Zagrzeb Widzów: 15 200 Sędzia: Csaba Dobrovits Péter Tájok |
| 20:10           | 3× · 3×          | (10:14) | 2× · 2×            | Arena Zagrzeb, Zagrzeb Widzów: 15 200 Sędzia: Csaba Dobrovits Péter Tájok |

| 11 kwietnia 2015 | RK Wardar Skopje | 20:22   | Vive Tauron Kielce | |
| 19:00            | Sergiej Gorbok 5 | (11:11) | 5 Manuel Štrlek    | Centrum sportowe „Boris Trajkowski”, Skopje Widzów: 5500 Sędzia: Bogdan Nicolae Stark Romeo Mihai Ștefan |
| 19:00            | 3× · 3×          | (11:11) | 5× · 3×            | Centrum sportowe „Boris Trajkowski”, Skopje Widzów: 5500 Sędzia: Bogdan Nicolae Stark Romeo Mihai Ștefan |

| 12 kwietnia 2015 | Paris SG Handball | 24:24   | MKB Veszprém KC |                                                                                  |
| 17:30            | Mikkel Hansen 8   | (10:12) | 8 Momir Ilić    | Halle Georges Carpentier, Paryż Widzów: 2780 Sędzia: Václav Horáček Jiří Novotný |
| 17:30            | 1× · 3×           | (10:12) | 5× · 3×         | Halle Georges Carpentier, Paryż Widzów: 2780 Sędzia: Václav Horáček Jiří Novotný |

| 12 kwietnia 2015 | MOL-Pick Szeged  | 31:29   | THW Kiel      |                                                                                   |
| 19:15            | Sergiej Gorbok 6 | (17:15) | 6 Dean Bombač | Újszegedi Sportcsarnok, Segedyn Widzów: 3200 Sędzia: Andrej Gusko Siarhej Riepkin |
| 19:15            | 2× · 3×          | (17:15) | 3× · 3×       | Újszegedi Sportcsarnok, Segedyn Widzów: 3200 Sędzia: Andrej Gusko Siarhej Riepkin |

| 18 kwietnia 2015 | FC Barcelona    | 43:21   | RK Zagrzeb         |                                                                           |
| 18:30            | Kirił Łazarow 9 | (23:10) | 4 Sandro Obranović | Palau Blaugrana, Barcelona Widzów: 5614 Sędzia: Lars Geipel Marcus Helbig |
| 18:30            | 1× · 1×         | (23:10) | 4× · 3×            | Palau Blaugrana, Barcelona Widzów: 5614 Sędzia: Lars Geipel Marcus Helbig |

| 19 kwietnia 2015 | Vive Tauron Kielce | 33:31   | RK Wardar Skopje  |                                                                       |
| 15:30            | Karol Bielecki 9   | (16:14) | 9 Alex Dujshebaev | Hala Legionów, Kielce Widzów: 4200 Sędzia: Martin Gjeding Mads Hansen |
| 15:30            | 6× · 3× · 1×       | (16:14) | 4× · 3×           | Hala Legionów, Kielce Widzów: 4200 Sędzia: Martin Gjeding Mads Hansen |

| 18 kwietnia 2015 | MKB Veszprém KC | 34:28   | Paris SG Handball |                                                                             |
| 20:10            | Momir Ilić 9    | (16:12) | 15 Mikkel Hansen  | Veszprém Aréna, Veszprém Widzów: 5019 Sędzia: Nenad Nikolić Dušan Stojković |
| 20:10            | 5× · 3×         | (16:12) | 4× · 3×           | Veszprém Aréna, Veszprém Widzów: 5019 Sędzia: Nenad Nikolić Dušan Stojković |

| 19 kwietnia 2015 | THW Kiel      | 31:23   | MOL-Pick Szeged |                                                                                  |
| 19:30            | Filip Jícha 8 | (18:10) | 5 Jonas Källman | Sparkassen-Arena, Kilonia Widzów: 10 285 Sędzia: Oyvind Togstad Rune Kristiansen |
| 19:30            | 3× · 3×       | (18:10) | 5× · 3× · 1×    | Sparkassen-Arena, Kilonia Widzów: 10 285 Sędzia: Oyvind Togstad Rune Kristiansen |

### Final Four
W fazie Final Four udział wzięły cztery najlepsze zespoły, które zwyciężyły w meczach ćwierćfinałowych. Final Four składał się z półfinałów, meczu o 3. miejsce oraz finału. Wszystkie mecze odbyły się w Kolonii w hali Lanxess Arena.
Losowanie odbyło się 21 kwietnia 2015 roku.
|  |                    |                    |                 |                   |    |              |              |       |
|  | Półfinały          | Półfinały          | Półfinały       |                   |    | Finał        | Finał        | Finał |
|  | Półfinały          | Półfinały          | Półfinały       |                   |    | Finał        | Finał        | Finał |
|  | 30 maja            |                    |                 |                   |    |              |              |       |
|  |                    |                    |                 |                   |    |              |              |       |
|  | FC Barcelona       | FC Barcelona       | 33              |                   |    |              |              |       |
|  | FC Barcelona       | FC Barcelona       | 33              | 31 maja           |    |              |              |       |
|  | Vive Tauron Kielce | Vive Tauron Kielce | 28              |                   |    |              |              |       |
|  | Vive Tauron Kielce | Vive Tauron Kielce | 28              |                   |    | FC Barcelona | FC Barcelona | 28    |
|  | 30 maja            |                    |                 |                   |    | FC Barcelona | FC Barcelona | 28    |
|  |                    |                    | MKB Veszprém KC | MKB Veszprém KC   | 23 |              |              |       |
|  | THW Kiel           | THW Kiel           | MKB Veszprém KC | MKB Veszprém KC   | 23 | 27           |              |       |
|  | THW Kiel           | THW Kiel           |                 |                   |    |              |              |       |
|  | MKB Veszprém KC    | MKB Veszprém KC    | 31              |                   |    |              |              |       |
|  | MKB Veszprém KC    | MKB Veszprém KC    | 31              | Mecz o 3. miejsce |    |              |              |       |
|  |                    |                    |                 |                   |    |              |              |       |
|  | 31 maja            |                    |                 |                   |    |              |              |       |
|  |                    |                    |                 |                   |    |              |              |       |
|  | Vive Tauron Kielce | Vive Tauron Kielce | 28              |                   |    |              |              |       |
|  | Vive Tauron Kielce | Vive Tauron Kielce | 28              |                   |    |              |              |       |
|  | THW Kiel           | THW Kiel           | 26              |                   |    |              |              |       |
|  | THW Kiel           | THW Kiel           | 26              |                   |    |              |              |       |

Półfinały
| 30 maja 2015 | FC Barcelona       | 33:28   | Vive Tauron Kielce |                                                                              |
| 15:15        | Nikola Karabatić 8 | (16:14) | 7 Karol Bielecki   | Lanxess Arena, Kolonia Widzów: 19 250 Sędzia: Zigmārs Stoļarovs Renārs Līcis |
| 15:15        | 2× · 3×            | (16:14) | 4× · 2×            | Lanxess Arena, Kolonia Widzów: 19 250 Sędzia: Zigmārs Stoļarovs Renārs Līcis |

| 30 maja 2015 | THW Kiel          | 27:31   | MKB Veszprém KC |                                                                             |
| 18:00        | Aron Pálmarsson 9 | (13:13) | 8 Momir Ilić    | Lanxess Arena, Kolonia Widzów: 19 250 Sędzia: Sławe Nikołow Ǵorǵi Nachevski |
| 18:00        | 6× · 3×           | (13:13) | 6× · 3× · 1×    | Lanxess Arena, Kolonia Widzów: 19 250 Sędzia: Sławe Nikołow Ǵorǵi Nachevski |

Mecz o 3. miejsce
| 31 maja 2015 | Vive Tauron Kielce | 28:26   | THW Kiel      |                                                                              |
| 15:15        | Karol Bielecki 5   | (12:12) | 9 Marko Vujin | Lanxess Arena, Kolonia Widzów: 19 250 Sędzia: Michael Johansson Jasmin Kliko |
| 15:15        | 2× · 3× · 1×       | (12:12) | 5× · 3× · 1×  | Lanxess Arena, Kolonia Widzów: 19 250 Sędzia: Michael Johansson Jasmin Kliko |

Finał
| 31 maja 2015 | FC Barcelona                                   | 28:23   | MKB Veszprém KC |                                                                                   |
| 18:00        | Nikola Karabatić 6 · Guðjón Valur Sigurðsson 6 | (14:10) | 8 László Nagy   | Lanxess Arena, Kolonia Widzów: 19 250 Sędzia: Sorin-Laurenţiu Dinu Constantin Din |
| 18:00        | 5× · 3×                                        | (14:10) | 5× · 3×         | Lanxess Arena, Kolonia Widzów: 19 250 Sędzia: Sorin-Laurenţiu Dinu Constantin Din |

### Drużyna Gwiazd
Skład najlepszych zawodników został ustalony przez EHF dzień przed rozpoczęciem Final Four.
- Najlepszy bramkarz:  Roland Mikler
- Najlepszy prawoskrzydłowy:  Víctor Tomás
- Najlepszy prawy rozgrywający  Kirił Łazarow
- Najlepszy środkowy rozgrywający:  Mikkel Hansen
- Najlepszy lewy rozgrywający:  Nikola Karabatić
- Najlepszy lewoskrzydłowy:  Uwe Gensheimer
- Najlepszy obrotowy:  Renato Sulić

- Najlepszy obrońca:  René Toft Hansen
- Najlepszy młody gracz:  Alex Dujszebajew
- Najlepszy trener:  Tałant Dujszebajew

## Najlepsi strzelcy
Nie uwzględniono goli z kwalifikacji.
| Pozycja | Zawodnik         | Zespół             | Liczba bramek |
| ------- | ---------------- | ------------------ | ------------- |
| 1.      | Momir Ilić       | MKB Veszprém KC    | 114           |
| 2.      | Kirił Łazarow    | FC Barcelona       | 106           |
| 3.      | Mikkel Hansen    | Paris SG Handball  | 103           |
| 4.      | Karol Bielecki   | Vive Tauron Kielce | 92            |
| 5.      | Timur Dibirow    | RK Wardar Skopje   | 78            |
| 6.      | Zsolt Balogh     | MOL-Pick Szeged    | 76            |
| 6.      | Marko Vujin      | THW Kiel           | 76            |
| 8.      | Nikola Karabatić | FC Barcelona       | 75            |
| 9.      | Igor Karačić     | RK Wardar Skopje   | 74            |
| 10.     | Alex Dujszebajew | RK Wardar Skopje   | 73            |

Źródło: